# Headlines (Friendship Never Ends)
«Headlines» es un sencillo del grupo británico Spice Girls. Fue lanzado como único sencillo del álbum recopilatorio Greatest Hits el 12 de noviembre de 2007. La canción es la primera que tiene las cinco voces de todas las integrantes del grupo desde la salida de Geri Halliwell en 1998.

## Repercusión internacional
El 11 de noviembre había vendido alrededor de 7000 ejemplares. En la segunda semana cayó al #23, con 5900 copias vendidas. Con la liberación física del sencillo, escaló a la posición #11, vendiendo 10277 copias. Mientras tanto el 14 de noviembre el sencillo ingresó en el Hot Digital Songs en EE. UU. en el número 113, con una venta de 9.717 ejemplares. En la misma semana, la canción entró en el Billboard Hot 100 en el número 90.

## Video musical
El 15 de octubre de 2007, en un episodio de Dancing with the Stars, se confirmó que las Spice Girls filmarían un video musical la semana siguiente. Salió al aire por primera vez en el programa Children in Need el 2 de noviembre de 2007 en BBC One. El video fue dirigido por Anthony Mandler y fue filmado en los Estudios Pinewood.

## Posicionamiento
| Listas (2007)            | Posición |
| ------------------------ | -------- |
| Italian Singles Chart    | 2        |
| Spanish Singles Chart    | 2        |
| Swedish Singles Chart    | 3        |
| Russian Singles Chart    | 8        |
| UK Singles Chart         | 11       |
| European Singles Chart   | 14       |
| Brazilian Singles Chart  | 15       |
| Argentina Singles Chart  | 16       |
| Irish Singles Chart      | 29       |
| Greek Singles Chart      | 34       |
| Bulgarian Singles Chart  | 39       |
| Canadian Singles Chart   | 42       |
| German Singles Chart     | 46       |
| Dutch Singles Chart      | 52       |
| Romanian Singles Chart   | 64       |
| Australian Singles chart | 74       |
| U.S. Billboard Hot 100   | 90       |